# 1904 au Maroc
Chronologie du Maroc
- 1900
- 1901
- 1902
- 1903
- 1904
- 1905
- 1906
- 1907
- 1908

Cet article présente les faits marquants de l'année 1904 au Maroc ou relatifs au Maroc.

## Événements

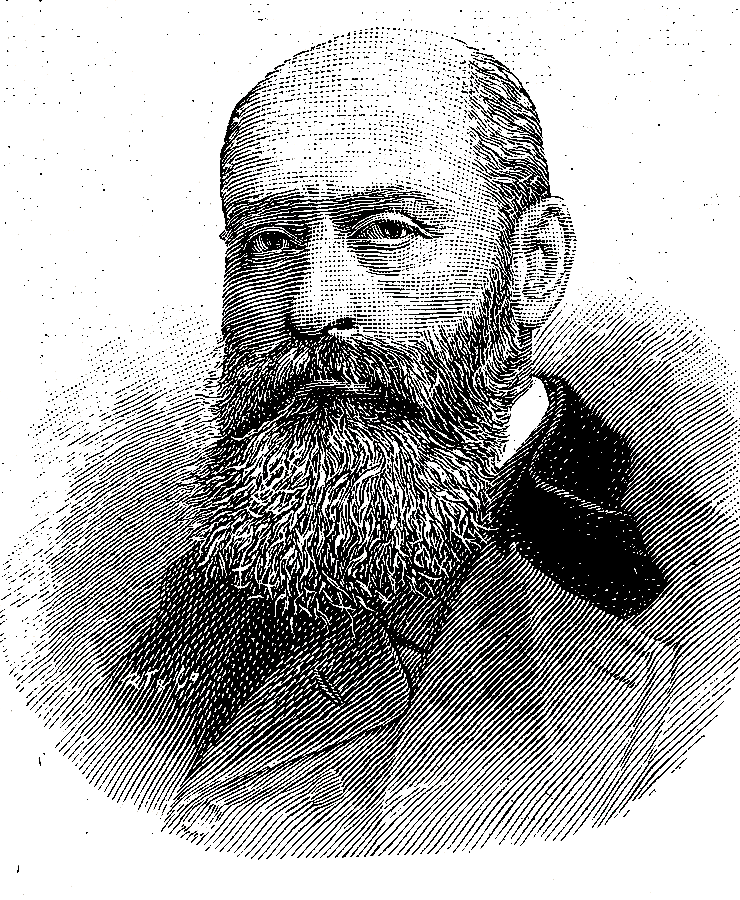
Ion Hanford Perdicaris.

- 18 mai : « Perdicaris, citoyen américain, et son beau-fils Varley, sujet britannique, sont enlevés par Raissouli, chef d’un mouvement de « rébellion » au nord du Maroc. »[1].